# قنار (الجزایر)
قنار (به عربی: القنار) یک شهرداری در الجزایر است که در استان جیجل واقع شده‌است. قنار ۱۳٬۷۴8 نفر جمعیت دارد.